# Horváth Balázs (zeneszerző)
Horváth Balázs (Budapest, 1976. március 6. ) Erkel Ferenc-díjas magyar zeneszerző, a Liszt Ferenc Zeneművészeti Egyetem egyetemi docense.

## Eddigi életpályája
Zeneszerzői tanulmányait a Bartók Béla Zeneművészeti Szakközépiskolában kezdte. 1999-ben diplomázott a Liszt Ferenc Zeneművészeti Egyetemen zeneszerzés szakán, Jeney Zoltán, Bozay Attila, illetve Vajda János növendékeként. 2005-ben ugyanott DLA-fokozatot is szerzett, disszertációjának címe: A térbeli zene típusai a XX. század második felének zenetörténetében. 2002 óta a Liszt Ferenc Zeneművészeti Egyetem oktatója.
Budapest kortárs zenei életének állandó résztvevője. 2009-ben megalapította a THReNSeMBle elnevezésű kortárs zenei együttest, melynek azóta karmestere és művészeti vezetője. A FUGA Budapesti Építészeti Központban működő CentriFUGA elnevezésű kortárs zenei műhely aktív szereplője.
2017. június 26-án a világhírű zürichi Tonhalléban Eötvös Péter, Kurtág György, Balogh Máté, Bella Máté és Tornyai Péter zenedarabjai mellett Horváth "pikokosmos = millikosmos" című darabja is elhangzott.[2] A koncerten Eötvös Péter dirigált.
2019-től az UMZE Egyesület elnöke.

## Díjak, elismerések[1][3]
- 2000-2002: Kodály-ösztöndíj
- 2004: Istvánffy Benedek-díj (MAGNETS IV (round and round) c. művéért)
- 2007: Erkel Ferenc-díj
- 2007:  Istvánffy Benedek-díj (Waiting for... c. művéért)
- 2008: 'In memoriam György Ligeti' Zeneszerzőverseny, Berlin - 1. díj (POLY c. művéért)
- 2009: Új Magyar Zenei Fórum 2009 zeneszerzőverseny - 2. díj (BORROWED IDEAS c. művéért)
- 2011: Új Magyar Zenei Fórum 2011 zeneszerzőverseny - 1. díj  (Fausték az elvarázsolt kastélyban  c. művéért)
- 2013: Új Magyar Zenei Fórum 2013 zeneszerzőverseny - 2. díj  (die ReAlisierung einer komPosition c. művéért)
- 2020: Új Magyar Zenei Fórum 2020 zeneszerzőverseny - 1. díj (quasi ciaccona c. művéért)[6]
- 2021: II. Salvatore Quasimodo Dalverseny: 1. díj[7]

## Külső hivatkozások
- Horváth Balázs a BMC adattárában
- Horváth Balázs oktató a Zeneakadémia honlapján
- Fidelio.hu